# Lycée Français Marie Curie de Zurich
Das Lycée Français International de Zurich (LFiZ) (bis Sept. 2025 Lycée Français Marie Curie de Zurich) ist eine internationale Bildungseinrichtung in Dübendorf bei Zürich, Schweiz. Sie ist vom französischen Bildungsministerium genehmigt, hat eine Vereinbarung mit der Agentur für französische Bildung im Ausland und ist von der Bildungsdirektion des Kantons Zürich anerkannt. Sie befindet sich in der Gemeinde Dübendorf (Kanton Zürich) und beherbergt mehr als 1140 Schüler vom Kindergarten bis zur zwölften Klasse.

## Geschichte

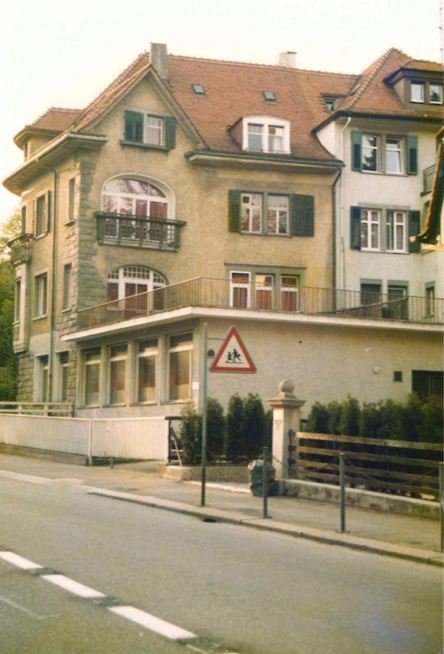
Französische Schule, Bergstrasse (Zürich)

Die Französische Schule Zürich wurde am 5. Juni 1955 auf Initiative von Abbé Henri Joliat, dem Leiter der katholischen französischsprachigen Mission, einigen Eltern von Schülern und dem Generalkonsulat von Frankreich in Zürich gegründet. Wenige Monate später, am 17. Oktober 1955, wurde die Französische Schule in einem von der Katholischen Mission zur Verfügung gestellten Raum an der Hottingerstrasse in Zürich eröffnet. Jeanne Obrecht, eine qualifizierte Französischlehrerin, unterrichtete 14 Schüler im Alter zwischen 5 und 10 Jahren (und mit vier verschiedenen Nationalitäten), deren engagierte Eltern sich bei den kantonalen und den kommunalen Schulbehörden für die Erteilung der notwendigen Genehmigungen einsetzten. Der Französische Schulverein wurde am 12. Januar 1956 gegründet und brachte einen großen Teil seiner Mittel durch Spenden auf.
Zu Beginn des zweiten Schuljahres im Oktober 1956 begrüßte die Schule 26 Schüler in der Grundschule, 7 in der Mittelschule und die neue Lehrerin Andrée Frey. Die Schulbehörde des Kantons Zürich beschloss allerdings, Schweizer Kinder von der französischen Schule auszuschließen. Im Juni legte die Elternvereinigung Berufung gegen diese Entscheidung ein. Nach einjährigen Verhandlungen erhielt die Schule die Genehmigung, unter bestimmten Bedingungen Schweizer Schüler aufzunehmen und wurde schließlich als Privatschule anerkannt.
Die Zahl der Schüler stieg und der Vorstand beschloss 1959, ein Privathaus an der Rütistrasse zu kaufen. Die Französische Schule zog 1960 in diese Villa ein. Das Gebäude wurde nach und nach zu einer modernen Schule umgebaut (Anbau einer Turnhalle, größere Klassenräume) und wurde am 30. April 1960 offiziell eingeweiht. Mit der Eröffnung der Sekundarschulklassen im Jahr 1976 stieg die Zahl der Schüler auf ca. 200, so dass die Schule gezwungen war, ein Nachbarhaus zu mieten, um mehrere Klassen unterzubringen. Das Komitee erwog dann einen Umzug.
Die Schülerzahl wuchs weiter und 1978 wählte das Komitee, eine Gruppe von Eltern und der Schulleiter, Joseph Goldschmidt, den Standort Gockhausen für ein neues Gebäude mit einer Kapazität von 275 Schülern.

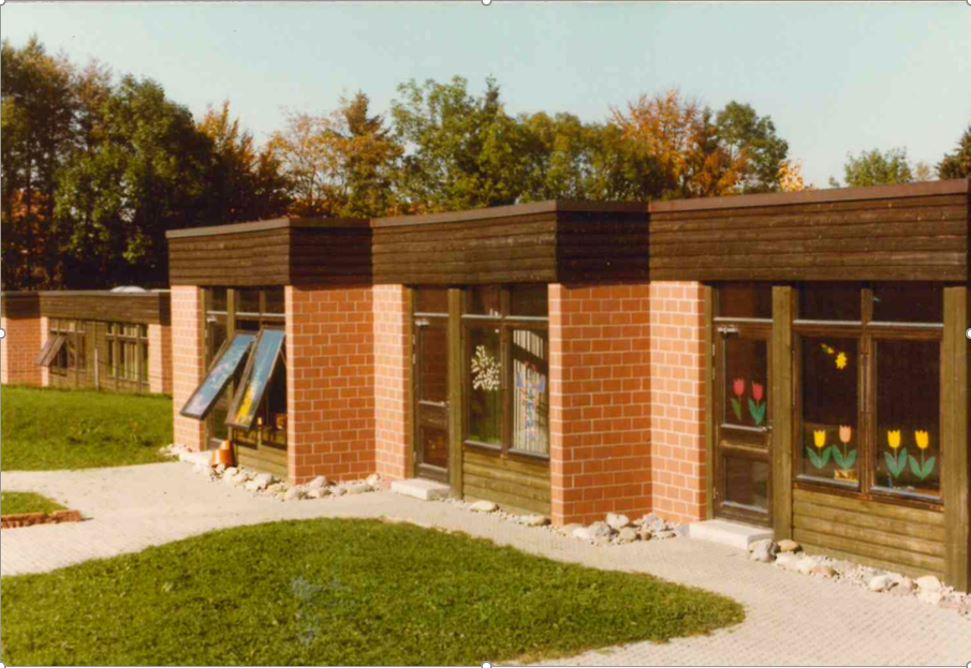
Französische Schule, Im Tobelacker (Gockhausen)

1980 verließ die Französische Schule Zürich und zog nach Gockhausen im Tobelacker. Die französische Regierung ernannte Yves Marandet zum Direktor der Schule bis 1983.
1989 genehmigte Frankreich der Französischen Schule den Namen «Lycée Français de Zurich» (LFZ).
Im Jahr 1990 wurde die AEFE gegründet. Ihre Aufgabe ist es, alle französischen Schulen im Ausland zu vereinen und zu unterstützen, um eine gute Ausbildung der Schüler zu gewährleisten und die Verbindungen zwischen dem ausländischen und dem französischen Bildungssystem zu stärken.
Ab 1995 konnten schließlich auch Absolventen mit französischem Abitur die Schweizer Universitäten besuchen, sofern sie einen Durchschnitt von mehr als 12 von 20 Punkten hatten.
Die Schülerzahlen am französischen Lycée stiegen weiter an, aber erst im November 2001 stimmte die Elternvollversammlung mit großer Mehrheit dem Bau eines neuen Gebäudes an der Ursprungstraße in Gockhausen zu.

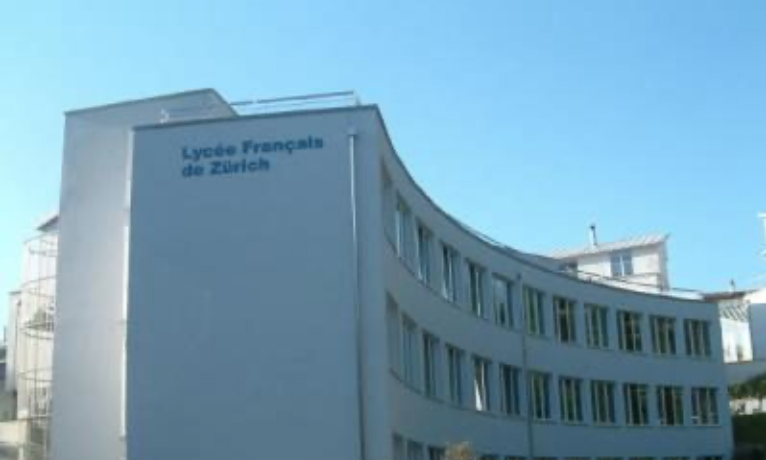
Französisches Gymnasium, Ursprungstrasse (Gockhausen)

Am 2. September 2003 begannen die Schüler der Sekundarschule ihr Schuljahr in einem neuen Gebäude auf dem Ursprung-Gelände.

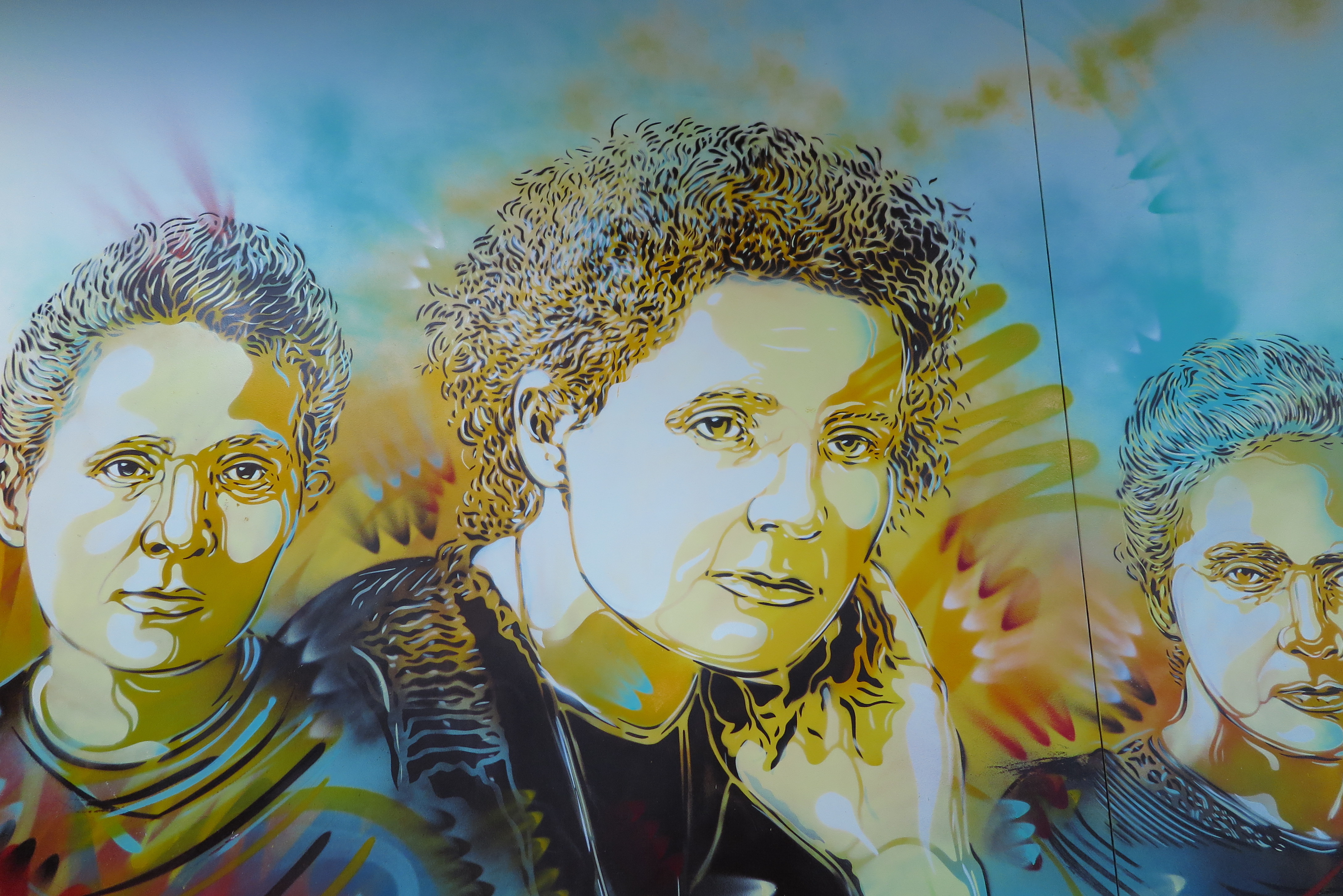
Marie Curie. Street Art an einer Wand des LFZ vom Künstler C215 Christian Guémy

Anlässlich des 50-jährigen Bestehens des LFZ wurde 2006 ein Wettbewerb lanciert mit dem Ziel, den Namen der Schule mit dem einer Persönlichkeit zu verbinden, die die Werte des Lycée Français de Zurich am besten verkörpert. Zu Ehren der Pionierin und zweifachen Nobelpreisträgerin für Physik und Chemie wurde die Schule nach Marie Curie benannt.
Die Schülerzahl verdoppelte sich zwischen 2003 und 2010 und die Schüler verteilten sich auf vier Standorte: Der Kindergarten zog nach Stettbach (2007), die Primarschule blieb im Tobelacker, das Gebäude Ursprung wurde für die Mittelschule reserviert und die Oberstufe bezog angemietete Räume im SAWI-Gebäude (2011).

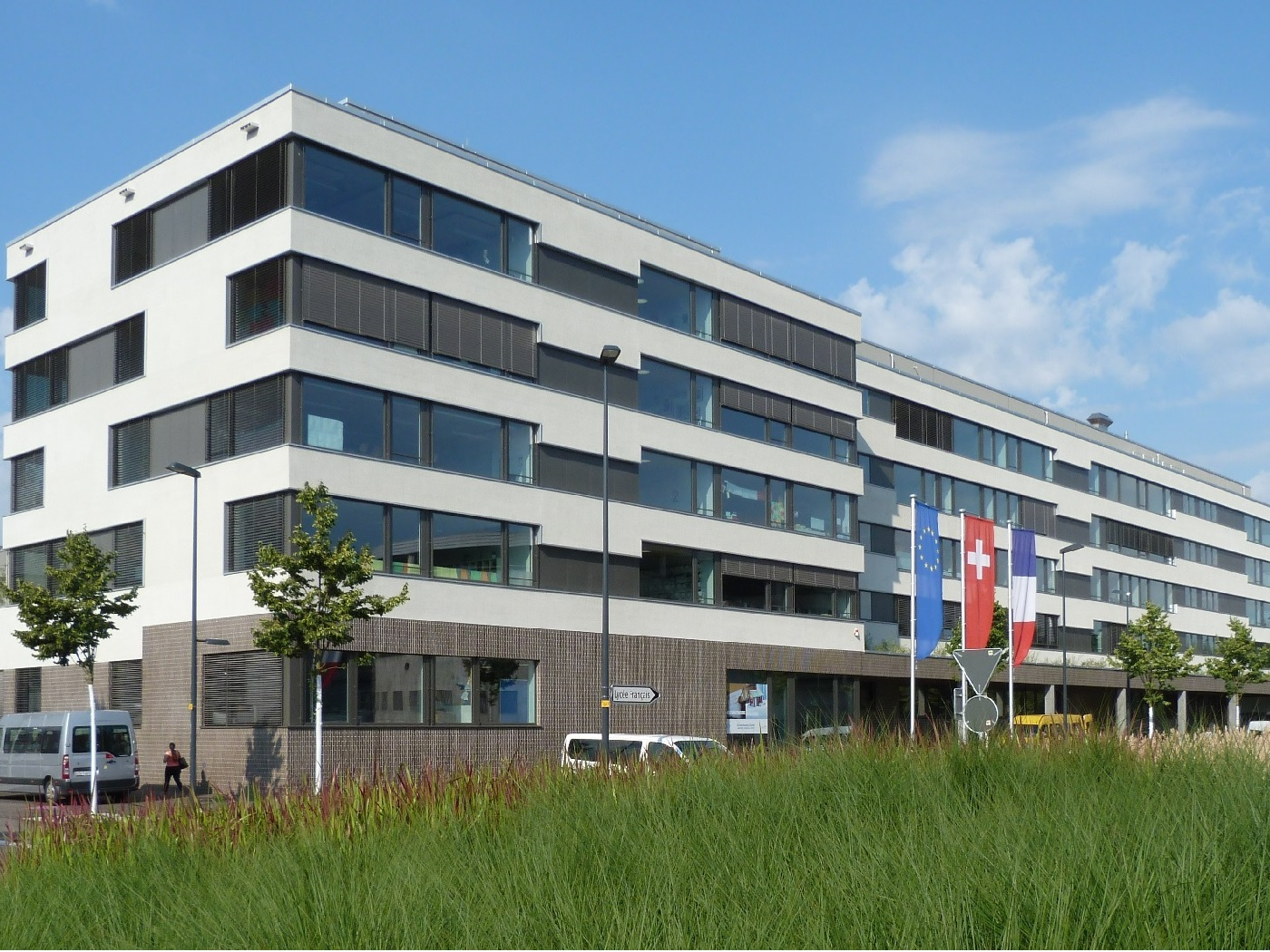
Französisches Gymnasium Marie Curie, Zukunfstrasse (Dübendorf)

Zu Beginn des Schuljahres 2011 stieg die Zahl der Schüler am LFZ auf über 700. Die Schule entwickelte ihr deutsches Sprachprogramm und richtete ein zweisprachiges deutsch-französisches Programm im Kindergarten ein, das paritätisch ist und von der Bildungsdirektion des Kantons Zürich offiziell anerkannt wird.
Im November 2012 fasste die Elternvereinigung auf einer Generalversammlung den Beschluss, ein Gebäude mit einer Kapazität von 1100 Schülern zu bauen.
Im September 2014 wurde in Dübendorf der Grundstein für das neue Gebäude gelegt. Zwei Jahre später war es endlich soweit: Das LFZ zog offiziell um und öffnete im September 2016  seine Türen.
Es wurde ein Wettbewerb ausgeschrieben, um die Straße der Schule zu benennen, und sie wurde «Zukunftsstraße» genannt.

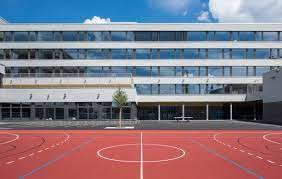
Französisches Gymnasium, Zukunfstrasse (Dübendorf)

Im Jahr 2017 wurde das LFZ mit dem prestigeträchtigen Titel "Schweizer Gebäude des Jahres"1315 ausgezeichnet und überschritt die 1000-Schüler-Grenze.
Im Jahr 2020 erreichte das neue Gebäude seine Kapazität. Um hier Abhilfe zu schaffen, wurde ein Anbau mit vier Zimmern wenige Minuten von der Schule entfernt angemietet.
Im Jahr 2021 wurde die Schule Prüfungszentrum für das neue Baccalauréat und das Diplôme national du brevet.
Im September 2025 wird die Institution offiziell ihren Namenswechsel vollziehen, zum Lycée Français International de Zurich. Dieser bedeutende Schritt unterstreicht die internationale Ausrichtung und die Werte, die der Schule am Herzen liegen: Offenheit, kulturelle Vielfalt und die Vorbereitung der Schülerinnen und Schüler auf globale Karrieren in einer dynamischen Welt.
Heute ist das Lycée Français de Zurich eine moderne Schule, die sich mit der Zeit weiterentwickelt. Es werden viele Schritte unternommen, um ökologisch nachhaltiger zu sein und immer an der Spitze der Technologie zu stehen.

## Schulleiter/Rektoren
- Goldschmidt Joseph (1977–1980)
- Marandet Yves (1980–1983)
- Portzer Jean Paul (1983–1989)
- Leleu René (1989–1995)
- Portela Nelly (1995–1996)
- Magère Christine (1997–1999)
- Lebourgeois Claudine (2000–2005)
- Drussel Jean-Luc (2006–2011)
- Renn Brigitte (2011–2015)
- Savall Paul (2015–2020)
- Strupler Laurent (2020–2022)
- Duvauchelle Quentin (seit September 2022)

## Entwicklung der Schülerzahl
Entwicklung der Einschreibezahlen des Lycée Français Marie Curie seit seiner Gründung 1955.

## Sprachen am LFiZ
- Zweisprachiger deutsch-französischer Kurs oder klassischer Französischkurs in der Grundschule
- Englisch unterrichtet ab CE2
- Optionaler Unterricht in Spanisch ab der 6. Klasse
- Optionaler Lateinunterricht ab der 6. Klasse

Der im September 2011 eingeführte zweisprachige Zweig führt die Schüler im Kindergarten und in der Grundschule dazu, dass sie am Ende ihrer Schulzeit beide Sprachen auf natürliche Weise beherrschen. Nichtsprachliche Fächer werden in der Grundschule paritätisch unterrichtet: Jedes Fach wird auf Französisch und Deutsch unterrichtet, um die gemeinsame Entwicklung von Fähigkeiten und eine ausgewogene Verteilung zwischen den beiden Sprachen zu gewährleisten. Dieser zweisprachige Lehrgang am LFZ ist von der Bildungsdirektion anerkannt und genehmigt. Er ist auch kompatibel mit dem Lehrplan des Kantons Zürich und dem des französischen Bildungssystems.
Die Schule gehört zum PASCH-Netzwerk und ist eine DSD-Schule, d. h. ein Prüfungszentrum für das Deutsche Sprachdiplom DSD. Sie ist auch ein Prüfungszentrum für das englische Sprachzertifikat IELTS und die spanischen Sprachzertifikate DELE (Diploma de Español como Lengua Extranjera) und SIELE (Servicio Internacional de Evaluación de la Lengua Española).

## Digitale Entwicklung am LFiZ
Als Antwort auf das Orientierungs- und Programmierungsgesetz zur Neugründung der Schule der Republik, das die Schulen zur Digitalisierung aufrief, stattete das Lycée Français de Zurich im April 2016 zwei Pilotklassen (eine Klasse in der CM2-Grundstufe und eine weitere in der Sekundarstufe Spanisch) mit einem Tablet pro Schüler aus. Die pädagogische Leitung der Schule unter der Leitung von François Latouche, Direktor der Grundschule, stellte diese Investition im Dezember 2015 und erneut im Juni 2016 nach den Pilotversuchen dem Verwaltungsausschuss vor. Der Ausschuss stimmte zu.
Von Juni 2016 bis Juni 2017 erhielten die Lehrer aller Klassenstufen einen Laptop sowie ein Tablet. Sie nahmen an mindestens fünf Schulungen teil, um berufliche Fähigkeiten und pädagogische Szenarien zu entwickeln, die das Digitale als Mehrwert integrieren.
Die Familien nahmen auch an Informationskonferenzen teil. Eine davon, im Juni 2017, unter der Leitung von Emmanuel Davidenkoff, Autor von “Le Tsunami numérique”, überzeugte viele Eltern.
Ab dem 2. September 2017 erhielten alle Schüler von den ersten Klassen bis zu den Abschlussklassen ein Tablet für pädagogische Aktivitäten, die auf der Personalisierung des Lernens, pädagogischer Differenzierung, Kreativität, kritischem Denken, Kooperation zwischen Schülern, Kommunikation und digitaler Staatsbürgerschaft basieren. Im Kindergarten verwendet jeder Lehrer sechs Tablets pro Klasse für die Schüler der mittleren und großen Sektion.
Die Zuteilung eines Tablets pro Schüler machte es möglich, die pädagogische Kontinuität auch während der Schließungszeit von März bis Mai 2020 durch die Umsetzung eines ehrgeizigen Plans, des CALM-Plans, «Classe À La Maison» (Unterricht zu Hause), zu wahren. Jeder Schüler konnte mit einem vertrauten Werkzeug dem Unterricht sofort nach dem Lockdown im März 2020, folgen.
Diese digitale Geräteausstattung wurde zu Beginn des Schuljahres 2021 mit der Umsetzung von Phase 2 und der Bereitstellung eines Tablets der aktuellsten Generation auf den neuesten Stand gebracht.